# География Мексики

Физическая карта Мексики

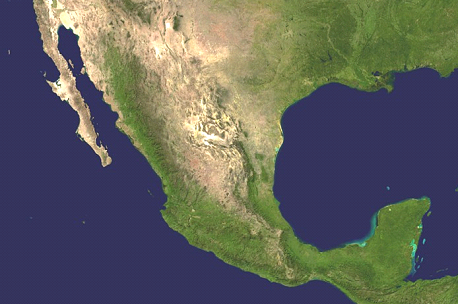
Мексика на снимке из космоса

Мексика — государство, расположенное в западном полушарии, на континенте Северная Америка. На севере Мексика граничит с США (а именно со штатами Калифорния, Аризона, Нью-Мексико и Техас), длина границы 3141 км. К востоку от города Сьюдад-Хуарес до Мексиканского залива граница проходит по извилистой реке Рио-Гранде. Несколько естественных и рукотворных отметок определяют границу с США к западу от Сьюдад-Хуарес до Тихого океана.
С запада и юга Мексику омывает Тихий океан, а с востока — Мексиканский залив и Карибское море. На юго-востоке Мексика граничит с Гватемалой (871 км) и Белизом (251 км). Мексика является северной частью Латинской Америки и самой густонаселённой испаноговорящей страной.
Практически вся территория Мексики находится на Северо-Американской плите, только полуостров Калифорния находится на Тихоокеанской плите и Плите Кокос. С точки зрения физической географии, территория восточнее перешейка Теуантепек, которая составляет 12,1 % территории страны и состоит из пяти мексиканских штатов Кампече, Чьяпас, Табаско, Кинтана-Роо, и Юкатан расположена в Центральной Америке. С точки зрения геологического строения Транс-мексиканский вулканический пояс отделяет северный регион страны. Геополитически Мексика считается североамериканской страной.
Общая площадь Мексики составляет 1 972 550 км², в том числе около 6 тыс. км² островов в Тихом океане (включая остров Гуадалупе и архипелаг Ревилья-Хихедо), Калифорнийском и Мексиканском заливах и Карибском море. По площади территории Мексика занимает 13 место в мире.
Высшая точка Мексики — стратовулкан Орисаба с высотой 5675 метров.
Длина береговой линии Мексики составляет 9330 км — 7338 км с тихоокеанской стороны и 2805 км с атлантической. Исключительная экономическая зона Мексики, которая простирается на 370 км от обоих побережий, занимает площадь 2,7 млн км². Ширина мексиканской суши уменьшается при движении к югу от границы с США, а затем изгибается к северу в виде 500-километрового полуострова Юкатан, так что столица штата Юкатан город Мерида оказывается севернее чем Мехико и Гвадалахара.

## Рельеф

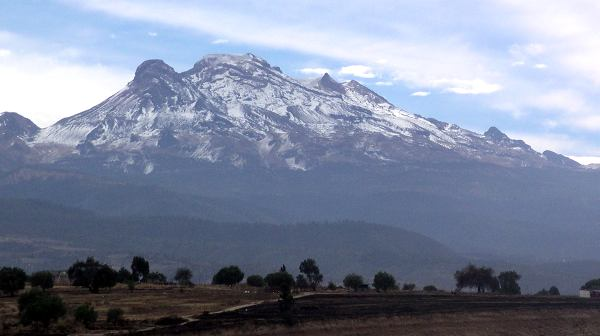
Вулкан Истаксиуатль, расположенный рядом с Мехико.

Мексика пересечена с севера на юг двумя горными хребтами Сьерра-Мадре Восточная и Сьерра-Мадре Западная, которые являются продолжением Скалистых гор Северной Америки. С востока на запад в центре страны проходит Транс-мексиканский вулканический пояс, также известный как Поперечная Вулканическая Сьерра и Сьерра Невада. На нём находятся самые высокие горы Мексики: пик Орисаба (5700 м), Попокатепетль (5462 м), Истаксиуатль (5286 м) и Невадо-де-Толука (4680 м).
Мексиканское нагорье располагается между хребтами Западная и Восточная Сьерра-Мадре, простираясь от границы с США на севере до Поперечной Вулканической Сьерры на юге. Низкий хребет разделяет нагорье на две части — Северную и Центральную Месу. На территории Северной Месы располагаются штаты Сакатекас и Сан-Луис-Потоси, средняя высота этой части нагорья составляет 1100 м. Плато Северной Месы пересечено узкими отдельными хребтами и понижениями, самое крупное из которых — Больсон Мапими. Высота Центральной Месы составляет 2000 м, на её территории расположены многочисленные долины, сформированные древними озёрами (см. Тескоко). В долинах Центральной Месы расположены самые крупные города Мексики — Мехико и Гвадалахара.
Хребты полуострова Нижняя Калифорния тянутся вдоль побережья Калифорнии до южного окончания полуострова на расстояние 1430 км. Высота гор — от 2200 м на севере до 250 м на юге, рядом с городом Ла-Пас.
Несколько крупных горных хребтов расположены в южной и юго-восточной части страны. Сьерра-Мадре Южная тянется 1200 км вдоль южного берега Мексики от юго-западной части Транс-вулканического пояса до практически плоского перешейка Теуантепек. Средняя высота гор этого хребта — 2000 м. К югу от перешейка начинается хребет Сьерра-Мадре-де-Чьяпас, который тянется 280 км вдоль берега Тихого океана от границы штатов Оахака и Чьяпас до границы с Гватемалой. Средняя высота хребта составляет 1500 м, максимальная — 4000 м (вулкан Такума)

## Геологическое строение и сейсмическая активность

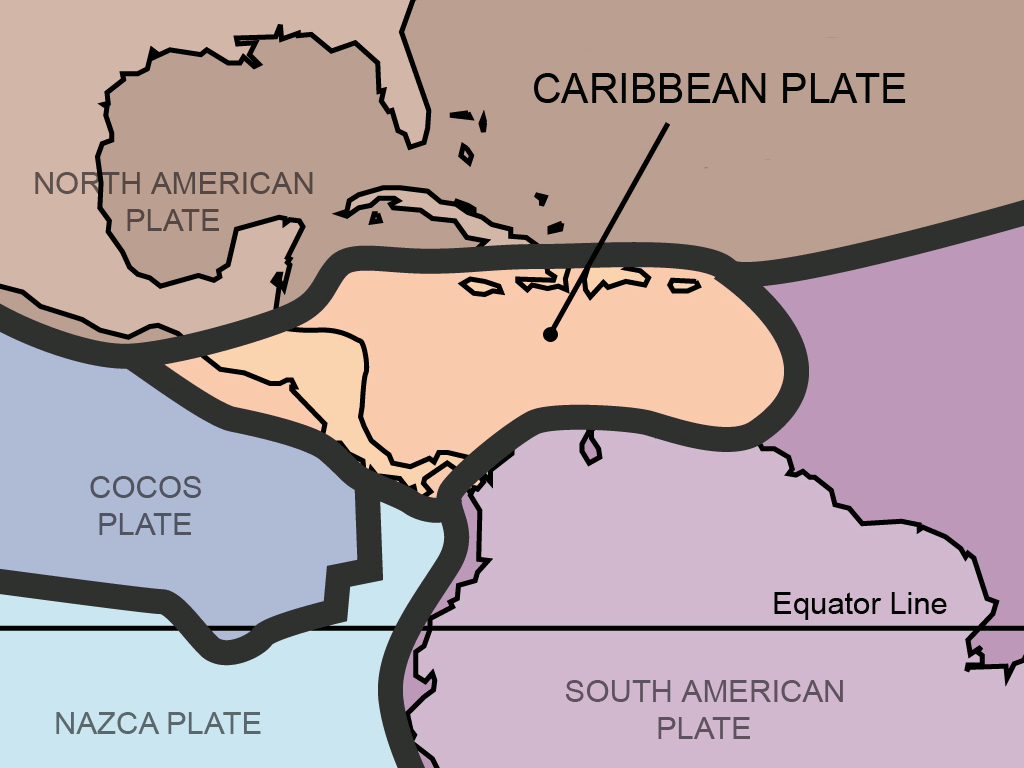
Мексика почти полностью расположена на Северо-Американской плите

Территория Мексики находится на трёх крупных литосферных плитах и является одним из наиболее сейсмически активных районов на планете. Движения плит приводят к землетрясениям и извержениям вулканов.
Северо-Американская плита, на которой расположена большая часть Мексики, движется в западном направлении. Дно Тихого океана к югу от Мексики лежит на плите Кокос и движется на север. При столкновении тяжёлое океаническое дно опускается под более лёгкие гранитные породы суши, создавая глубокий Центральноамериканский жёлоб, расположенный вдоль южного берега Мексики. Северо-Американская плита замедляется и сминается, образуя горные хребты южной части Мексики. Субдукция плиты Кокос вызывает частые землетрясения на юге Мексики. Опускаясь, порода океанического дна плавится и затем выталкивается через разломы плиты, создавая вулканы Транс-мексиканского вулканического пояса в центральной Мексике.
Побережье Калифорнийского залива, в том числе полуостров Нижняя Калифорния, движутся в северо-западном направлении на Тихоокеанской плите. Двигаясь вдоль друг друга, Тихоокеанская и Северо-Американская плиты формируют трансформный разлом, который является южным продолжением калифорнийского разлома Сан-Андреас. Непрерывное движение вдоль этого разлома сформировало Калифорнийский залив, отделив Нижнюю Калифорнию от основной части материка, и является источником землетрясений в западной части Мексики.
В истории Мексики было множество разрушительных землетрясений и извержений вулканов. В сентябре 1985 года землетрясение силой 8,1 балла по шкале Рихтера, эпицентр которого находился в зоне субдукции рядом с Акапулько, унесло жизни более 4 тыс. человек в городе Мехико, который расположен на расстоянии более чем 300 км. Вулкан Колима к югу от Гвадалахары является наиболее активным вулканом Мексики, его последнее извержение в 2005 году заставило проводить эвакуацию жителей окрестных деревень. Вулкан Парикутин в северо-западной части страны появился в 1943 году, образовавшись на кукурузном поле, и за 10 лет вырос на высоту 2700 м. Вулканы Попокатепетль и Истаксиуатль («дымящийся воин» и «белая леди» на языке Науатль) являются дремлющими и иногда выбрасывают клубы дыма, напоминая жителям Мехико о возможных извержениях. Попокатепетль возобновлял активность в 1995 и 1996 годах, заставляя жителей эвакуироваться, а сейсмологов и правительство задумываться о возможных последствиях крупномасштабного извержения.

## Гидрография

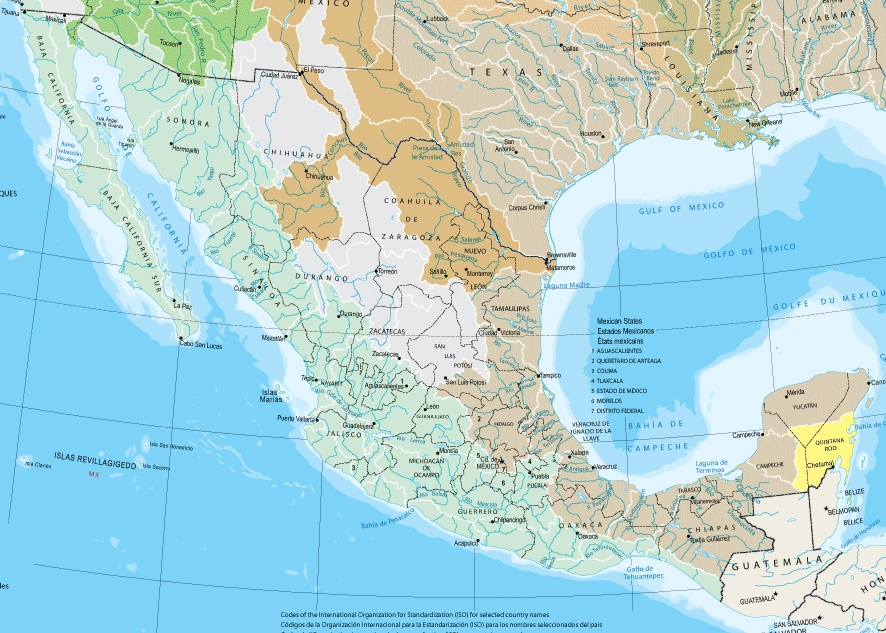
Речные бассейны в Мексике: синим цветом обозначен бассейн Тихого океана, коричневым — Мексиканского залива, а жёлтым — Карибского моря. Серым цветом отмечены внутренние (бессточные) бассейны.

На территории Мексики протекает около 150 рек, 2/3 которых впадают в Тихий океан, а остальные — в Мексиканский залив и Карибское море. Несмотря на очевидный достаток водных ресурсов, распределение их по стране очень неравномерно. Пять рек — Усумасинта, Грихальва, Папалоапан, Коацакоалькос и Пануко — составляют 52 % среднегодового объёма поверхностных вод, причём четыре из них (за исключением Пануко) впадают в Мексиканский залив и расположены в юго-восточной Мексике (15 % территории и 12 % населения страны). Северная и центральная части страны (47 % территории и почти 60 % населения Мексики) имеют доступ к менее чем 10 % водных ресурсов.
На территории бассейна реки Бальсас, которая находится на юге страны, проживает около 10 % всего населения Мексики.
Крупнейшее в Мексике пресноводное озеро — Чапала, расположено в 45 км на юго-восток от Гвадалахары. Раньше озеро Тескоко имело бо́льшую площадь, но было осушено в 1967 году из-за постоянных наводнений.
На полуострове Юкатан расположено большое количество так называемых сенотов — природных колодцев, образовавшихся при размывании известняковой коры дождевой водой, которая затем сливается с подземными реками.

## Климат
Тропик Рака разделяет Мексику на зоны с тропическим и субтропическим климатом. Температуры в областях к северу от 24-й параллели в зимний период ниже (среднегодовые температуры составляют от 20 °C до 24 °C), в то время как в областях к югу температура относительно постоянна и зависит в основном от высоты — на высоте от 1000 м (южные части обеих прибрежных равнин и полуостров Юкатан) средняя температура находится в пределах от 24 °C и 28 °C.
На высотах от 1000 до 2000 м средняя температура лежит в пределах от 16 °C до 20 °C. Выше 2 тыс. метров температура снижается до диапазона 8 °C — 12 °C. В Мехико, который расположен на высоте 2300 м, средняя температура равна 15 °C.
Осадки на территории Мексики сильно зависят от времени года и района. Области с сухим климатом: Нижняя Калифорния, северо-западный штат Сонора, северное и часть южного нагорья. Уровень осадков в этих регионах составляет 300—600 мм/год и меньше. В большинстве населённых областей южной части нагорья, в том числе в Мехико и Гвадалахаре, среднегодовой уровень осадков равен 600—1000 мм/год.
Низкие прибрежные районы со стороны Мексиканского залива получают более 1000 мм осадков в год. В наиболее влажном регионе — юго-восточной части штата Табаско — выпадает около 2000 мм осадков в год. На севере плато и в горах Восточной и Западной Сьерра-Мадре иногда идёт сильный снег.
Мексика расположена в поясе ураганов, и все прибрежные районы подвержены их воздействию в период с июня по ноябрь. С тихоокеанской стороны ураганы возникают не так часто и не очень сильны. Несколько ураганов в год проходят по восточному берегу Мексики, принося с собой сильные ветра, дожди и разрушения. Ураган Гилберт в сентябре 1988 года прошёл прямо над городом Канкун, разрушив множество отелей, после чего добрался до северо-восточного побережья и вызвал наводнения в городе Монтеррей, которые явились причиной человеческих жертв.

## Почвы, растительность и животный мир
На севере и северо-западе Мексики расположены пустыни (Чиуауа, Сонора) с примитивными серозёмами. Более влажные места имеют серо-коричневые почвы, пригодные для орошаемого земледелия. Произрастают: креозотовый куст, различные акации и мимозовые, несколько сот видов кактусов, 140 видов агав, а также юкки, седумы, дазилирион и другие суккуленты. Характерная форма растительности — чапараль.
Более влажные южные районы Центральной Месы имеют плодородные красно-бурые, коричнево-красные и красновато-черные почвы, на которых выращивают традиционные потребительские культуры: бобовые, кукурузу, томаты, а также кунжут, арахис и другие. Ранее в этом районе преобладали хвойно-жестколистные леса. В настоящее время почва Центральной Месы подвержена интенсивной эрозии, которая угрожает до 90 % сельскохозяйственных земель страны в целом.
На горных хребтах вокруг плоскогорья произрастают смешанные и хвойные леса субтропического типа. До высоты 1200—1400 м произрастают низкорослые дубовые леса преимущественно из вечнозелёных видов, выше 1700 м доминируют различные виды сосен. В хвойных лесах на высотах до 4 000 м растут пихты, кипарис, а также известная длиннохвойная сосна Монтесумы. В горных лесах встречаются чёрный медведь, рысь и другие звери. Выше лесов на конусах вулканов цветут альпийские луга.
Лучше всех в Мексике сохранились леса в горных массивах и на равнинах Юкатана к востоку от Теуантепекского перешейка несмотря на вырубку наиболее ценных пород, ещё практикуемое подсечно-огневое земледелие и увеличение площадей плантаций. Эти леса составляют 15 % от территории всех лесов страны (до прихода испанцев под ними было около 70 %).
В южных лесах и редколесьях живут преимущественно неотропические животные. Встречаются обезьяны, ягуары, тапир, муравьед, сумчатый опоссум, с севера приходят еноты и дикобразы. Мир птиц особенно богат: колибри, пёстрые попугаи, туканы, зонтичная птица, грифы и множество других. Также много пресмыкающихся — игуаны, черепахи и змеи.
В Мексике обнаружено 94 412 видов биотаксонов (8,59% от общемирового значения), включая 39,7% эндемиков. Биота включает 21 841 видов цветковых растений, 14 507 видов бабочек, 6 500 видов грибов, 5 827 видов моллюсков, 3 127 видов Arachnida, 2 625 видов Acari, 2 763 видов рыб, 1 150 видов птиц, 864 видов рептилий, 564 видов млекопитающих, 376 видов земноводных. Из семейств наиболее представлены жуки Curculionidae (3 594), Chrysomelidae (2 174), Staphylinidae (1 656), наездники Ichneumonidae (1 291).

## Статистика
Климат: от тропиков до пустынного.
Рельеф: высокие горные цепи, низкие прибрежные равнины, высокогорные плато, пустыни.
Высоты:
- самая низкая точка: озеро Салада — −10 м
- самая высокая точка: вулкан Орисаба — 5611 м

Ресурсы: нефть, серебро, медь, золото, свинец, цинк, природный газ и древесина.
Использование земель:
- пахотная земля: 12,66 %
- многолетние культуры: 1,28 %
- другие: 86,06 % (оценка 2005 года)

Орошаемая территория: 63 200 км² (оценка 2003 года)
Естественные угрозы: цунами вдоль побережья Тихого океана, вулканы и разрушительные землетрясения в центре и на юге страны, а также ураганы в Мексиканском заливе.
Текущие экологические проблемы: загрязнение немногочисленных ресурсов пресной воды на севере, их отсутствие или плохое качество в центре и крайнем юге; неочищенные стоки канализации и промышленные стоки, загрязняющие реки в городских районах; вырубка лесов и опустынивание; серьёзные загрязнения воздуха в столице и городах вдоль границы с США.